# Calamagrostis
Calamagrostis  es un género de plantas herbáceas de la familia Poaceae con alrededor de 290 especies. Es originario de las regiones templadas del hemisferio norte y a grandes alturas en el trópico. 

## Descripción
Estas hierbas perennes comúnmente adventicias, poseen hojas estrechas y sin pubescencia, formando penachos. Las lígulas suelen ser romas. Las inflorescencias forman una panícula, en algunas especies de color rojizo.
Las raíces pueden ser rizomatosas, estoloníferas o cespitosas. 
Las espiguillas bisexuales poseen una única flor de color púrpura o marrón- purpúreo. Surgen a principios del verano sobre largos tallos.

## Distribución y hábitat
Vegetan principalmente en terrenos húmedos de las regiones templadas del hemisferio norte y a grandes alturas en el trópico. 
Comprende 820 especies descritas y de estas, solo 292 aceptadas.

## Taxonomía
El género fue descrito por Michel Adanson y publicado en Familles des Plantes 2: 31, 530. 1763. La especie tipo es: Calamagrostis lanceolata Roth
Citología
El número cromosómico básico del género es x = 7, con números cromosómicos somáticos de 2n = 28, 42, y 56, o 56-91, ya que hay especies diploides y una serie poliploide.
Etimología
Calamagrostis: nombre genérico que deriva del griego kalamos "cálamo" y agrostis "especie de hierba".

### Especies seleccionadas
| - Calamagrostis aleutica Trin. - Calamagrostis anomala Suksd. - Calamagrostis archboldii Hitchc. - Calamagrostis arenicola Fernald - Calamogrostis arundinacea (L.) Roth - Calamagrostis atropurpurea Nash - Calamagrostis bolanderi Thurb. - Calamagrostis brassii Hitchc. - Calamagrostis breweri Thurb. - Calamagrostis cainii Hitchc. - Calamagrostis calderillensis Pilg. - Calamagrostis californica Kearney - Calamagrostis canadensis (Michx.) P.Beauv. - Calamagrostis crassiglumis Thurb. - Calamagrostis eminens (C.Presl) Steud. - Calamagrostis filifolia Merr. - Calamagrostis foliosa Kearney - Calamagrostis gigantea Nutt. - Calamagrostis hyperborea Lange - Calamagrostis inexpansa A.Gray - Calamagrostis irazuensis Kuntze | - Calamagrostis koelerioides Vasey - Calamagrostis labradorica Kearney - Calamagrostis lapponica (Wahlenb.) Hartm. - Calamagrostis mcvaughei Sohns - Calamagrostis nemoralis Kearney - Calamagrostis nemoralis Kuntze - Calamagrostis pentapgonoides Kuntze - Calamagrostis pickeringii A.Gray - Calamagrostis porteri A.Gray - Calamagrostis pringlei Beal - Calamagrostis purpurascens R.Br. - Calamagrostis scabriflora Swallen - Calamagrostis scopulorum M.E.Jones - Calamagrostis steyermarkii Swallen - Calamagrostis stricta Trin. - Calamagrostis subflexuosa Kearney - Calamagrostis suksdorfii Scribn. - Calamagrostis sylvatica DC. - Calamagrostis tarijensis Pilg. - Calamagrostis valida Sohns - Calamagrostis yukonensis Nash |

## Importancia económica
Son importantes las especies forrajeras nativas: : C. canadensis, C. inexpansa, C. rubescens, C. montanensis etc. ×Ammocalamagrostis